# أوليفيا وارد
أوليفيا وارد (بالإنجليزية: Olivia Ward)‏ هي مغنية أوبرا ومغنية أمريكية، ولدت في 23 أكتوبر 1975 في نيويورك في الولايات المتحدة.